# Eu Quero Você
Eu Quero Você é uma telenovela brasileira produzida pela extinta TV Excelsior e exibida de 4 de janeiro de 1965 a 13 de fevereiro de 1965 no horário das 22 horas, totalizando 36 capítulos. Foi escrita por Vitor Martini e dirigida por Walter Avancini.
Depois do fracasso desta telenovela, a emissora começou a se desinteressar pelo horário das 22 horas.

## Elenco
| Ator/Atriz         | Personagem |
| ------------------ | ---------- |
| Rosamaria Murtinho | Natália    |
| Altair Lima        | Gabriel    |
| Ana Maria Nabuco   | Laura      |
| Wilma de Aguiar    | Carmem     |
| Edgard Franco      | Álvaro     |
| Ivani Guimarães    | Dulce      |
| Odlavas Petti      | Raul       |